# Тальменка (Новосибірська область)
Тальменка (рос. Тальменка) — село в Іскітимському районі Новосибірської області Російської Федерації.
Входить до складу муніципального утворення Тальменська сільрада. Населення становить 1655 осіб (2010).

## Історія
Згідно із законом від 2 червня 2004 року органом місцевого самоврядування є Тальменська сільрада.

## Населення
| 2002 | 2007  | 2010  |
| ---- | ----- | ----- |
| 1497 | ↗1744 | ↘1655 |